# Tyrol Tower
Der Tyrol Tower war ein Bauprojekt im Tiroler Unterinntal bei Wörgl. Das als höchster Turm von Tirol geplante Bauwerk wurde im Jahre 2006 vom Unternehmer Alois Wegscheider und dem Architektenbüro Skidmore, Owings and Merrill entwickelt.
Der Tyrol Tower Wörgl war als 137 m hoher Glasturm geplant, in dem ein Hotel, ein Casino, mehrere Restaurants und einige Büros untergebracht hätten werden sollen. Der Turm wäre somit das höchste Bauwerk des Landes gewesen. Außerdem sollte er ca. 600 Arbeitsplätze bieten.
Das Gebäude wurde vom renommierten amerikanischen Architektenbüro Skidmore, Owings and Merrill geplant und sollte von der Roadpark Verwaltungs GmbH gebaut werden. Der Tyrol Tower war inmitten eines Kreisverkehrs an der Autobahnausfahrt Wörgl-Ost vorgesehen, der im Zuge der Wörgler Nordumfahrung gebaut werden sollte. Er wurde auf ovalem Grundriss konzipiert, um den starken Winden im Tiroler Unterinntal möglichst wenig Angriffsfläche zu bieten.
Als das Projekt im Oktober 2006 präsentiert wurde, wollte man neben dem Turm ein großes Outlet-Center errichten. Um dieses kam es zu Streitigkeiten, da es laut Tiroler Raumordnungsgesetz (TROG) nicht erlaubt ist, ein derartiges Gebäude auf bisher unverbautem Grünland zu errichten. Nach vergeblichen Gesprächen mit der Tiroler Landesregierung um eine Änderung des Gesetzes beschloss Alois Wegscheider, nur den Turm (dessen Bau gestattet wurde) ohne das Outlet-Center zu bauen.
Am 27. Jänner 2010 gab Wegscheider in einer Pressekonferenz offiziell das vorzeitige Projektende bekannt. Als Begründung wurde hauptsächlich die wachsende Skepsis der Bevölkerung sowie der fehlende Rückhalt der Landespolitik genannt.